# Iban Iyanga
Ibán Iyanga Travieso, ismertebb nevén: Randy (Las Palmas, 1987. június 2. –) spanyol születésű Egyenlítői-guineai válogatott labdarúgó, az Iraklísz Pszahnón játékosa.
Az Egyenlítői-guineai válogatott tagjaként részt vett a 2012-es afrikai nemzetek kupáján.